# Gordon Douglas
Gordon Douglas (* 15. Dezember 1907 in New York City; † 29. September 1993 in Los Angeles) war ein US-amerikanischer Filmregisseur.

## Leben und Karriere
Gordon Douglas’ Filmkarriere begann Anfang der 1930er-Jahre mit Tätigkeiten als Casting Director und Schauspieler im Studio des Komödienspezialisten Hal Roach. Als Schauspieler hatte er wenig Erfolg und musste sich mit kleineren Nebenrollen begnügen. Bei den Hal Roach Studios startete er 1935 ebenfalls seine Laufbahn als Regisseur, nämlich als Regisseur der Kurzfilm-Komödien der Our Gang-Reihe (Dt.: Die kleinen Strolche). Gleich sein dritter Film Bored of Education konnte einen Kurzfilm-Oscar gewinnen. Bis zum Jahr 1938 war er ständiger Regisseur der Kleinen Strolche. In dieser Zeit drehte er auch Filme mit Oliver Hardy (Zenobia, der Jahrmarktselefant) sowie mit Hardy und Stan Laurel (Auf hoher See).
Nach seinem Weggang von Roach etablierte sich Douglas in der Nachkriegszeit als Regisseur, der in verschiedensten Genres verlässliche Qualitätsarbeit leistete, aber auch durchaus im Stande war, hervorragende Werke des Genrefilms zu schaffen. Neben verschiedenen renommierten Western verdient beispielsweise Formicula aus dem Jahre 1954 in diesem Zusammenhang Erwähnung, der noch vor Jack Arnolds Tarantula Riesenameisen, hier durch Atomversuche mutiert, auf die Kinoleinwand brachte. Zuvor hatte er mit Ich war FBI Mann M.C. einen politischen Tendenzfilm zur Unterstützung der Antikommunistischen Politik Joseph McCarthys inszeniert. 1960 mit Das Gold der sieben Berge und 1961 mit Jenseits des Ruwenzori drehte er auch zwei Filme mit Roger Moore in der Hauptrolle. Ende der 1960er Jahre realisierte er mit Frank Sinatra als Hauptdarsteller die Kriminalfilme Der Schnüffler, Der Detektiv und Die Lady in Zement, nachdem er zuvor schon bei der Gangsterparodie Sieben gegen Chicago und Man soll nicht mit der Liebe spielen für Sinatra Regie geführt hatte. Unter seiner Regie entstanden in den 1960er Jahren auch verschiedene Edelwestern wie Rio Conchos mit Richard Boone und Stuart Whitman in den Hauptrollen, San Fernando in der Besetzung Ann-Margret, Red Buttons, Mike Connors und Van Heflin, Chuka mit Rod Taylor und Ernest Borgnine oder Barquero mit Lee Van Cleef.
Seinen letzten Film drehte Douglas 1977. Im September 1993 starb er im Alter von 85 Jahren in Los Angeles an Krebs.

## Filmografie (Auswahl)

### Als Schauspieler
- 1930: Teacher's Pet
- 1931: Die Dame auf der Schulter (Chickens Come Home)
- 1931: Hinter Schloss und Riegel (Pardon Us)
- 1931: On the Loose
- 1931: Retter in der Not (One Good Turn)
- 1931: In der Wüste (Beau Hunks)
- 1932: Birthday Blues
- 1932: The Knockout
- 1933: The Fatal Glass of Beer

### Als Regisseur
- 1936: Bored of Education (Kurzfilm)
- 1939: Zenobia, der Jahrmarktselefant (Zenobia)
- 1940: Auf hoher See (Saps At Sea)
- 1942: The Devil with Hitler
- 1944: Gildersleeve's Ghost
- 1948: Schwarze Pfeile (The Black Arrow)
- 1948: Achtung! Atomspione! (Walk a Crooked Mile)
- 1949: Banditen am Scheideweg (The Doolins of Oklahoma)
- 1949: Der Mann, der zu Weihnachten kam (Mr. Soft Touch)
- 1950: Robin Hoods Vergeltung (Rogues of Sherwood Forest)
- 1950: Liebe unter schwarzen Segeln (Fortunes of Captain Blood)
- 1950: Der Nevada-Mann (The Nevadan)
- 1950: Den Morgen wirst du nicht erleben (Kiss Tomorrow Goodbye)
- 1950: Zwischen Mitternacht und Morgen (Between Midnight and Dawn)
- 1951: In Rache vereint (The Great Missouri Raid)
- 1951: Come Fill the Cup
- 1951: Bis zum letzten Atemzug (Only The Valiant)
- 1951: Ich war FBI Mann M.C. (I Was a Communist for the F.B.I.)
- 1952: Mara Maru (Mara Maru)
- 1952: Im Banne des Teufels (The Iron Mistress)
- 1953: Zurück am Broadway (She’s Back on Broadway)
- 1953: Der brennende Pfeil (The Charge At Feather River)
- 1954: Formicula (Them!)
- 1955: Man soll nicht mit der Liebe spielen (Young at Heart)
- 1955: Wolkenstürmer (The McConnell Story)
- 1955: Ihr sehr ergebener …  (Sincerely Yours)
- 1956: Geheime Fracht (Santiago)
- 1957: Herrscher über weites Land (The Big Land)
- 1957: Bomber B-52 (Bombers B-52)
- 1958: Im Höllentempo nach Fort Dobbs (Fort Dobbs)
- 1958: Der Killer mit der sanften Stimme (The Fiend Who Walked the West)
- 1959: Man nannte ihn Kelly (Yellowstone Kelly)
- 1959: Geheimkommando (Up Periscope)
- 1961: Das Gold der sieben Berge (Gold of The Seven Saint)
- 1961: Jenseits des Ruwenzori (The Sins of Rachel Cade)
- 1961: Claudelle und ihre Liebhaber (Claudelle Inglish)
- 1962: Ein Sommer in Florida (Follow That Dream)
- 1963: Bob auf Safari (Call Me Bwana)
- 1964: Sieben gegen Chicago (Robin and the 7 Hoods)
- 1964: Rio Conchos
- 1965: Die Welt der Jean Harlow (Harlow)
- 1965: Sylvia
- 1966: San Fernando (Stagecoach), Remake des John-Ford-Westerns
- 1966: Chuka
- 1966: Das Mondkalb (Way … Way Out)
- 1967: Der Schnüffler (Tony Rome)
- 1967: Derek Flint – hart wie Feuerstein (In Like Flint)
- 1968: Der Detektiv (The Detective)
- 1968: Die Lady in Zement (Lady in Cement)
- 1969: Barquero
- 1969: Zehn Stunden Zeit für Virgil Tibbs (They Call Me MISTER Tibbs!)
- 1970: Abenteuer in Neuguinea (Skullduggery)
- 1973: Der Sohn des Mandingo (Slaughter's Big Rip-Off)
- 1977: Viva Knievel – der Tod springt mit (Viva Knievel!)

### Als Drehbuchautor
- 1941: Topper 2 – Das Gespensterschloß (Topper Returns)